# Visita de Richard Nixon à China em 1972
A visita de 1972 do presidente dos Estados Unidos, Richard Nixon, à República Popular da China (RPC) foi uma importante abertura estratégica e diplomática que marcou o ponto culminante da retomada das relações harmoniosas entre os Estados Unidos e a China continental após anos de isolamento diplomático. A visita oficial de sete dias a três cidades chinesas foi a primeira vez que um presidente dos EUA visitou a RPC; A chegada de Nixon a Pequim encerrou 25 anos sem comunicação ou laços diplomáticos entre os dois países e foi o passo fundamental para normalizar as relações entre os EUA e a RPC. Nixon visitou a RPC para obter mais influência sobre as relações com a União Soviética. A normalização dos laços culminou em 1979, quando os EUA estabeleceram relações diplomáticas plenas com a RPC.
Quando o Partido Comunista Chinês ganhou poder sobre a China continental em 1949 e o Kuomintang recuou para a ilha de Taiwan, uma ex-colônia do Império do Japão governou de 1895 a 1945, os Estados Unidos se aliaram e reconheceram a República da China como o único governo da China. Antes de sua eleição como presidente em 1968, o ex-vice-presidente Richard Nixon sugeriu estabelecer um novo relacionamento com a RPC. No início de seu primeiro mandato, Nixon, através de seu conselheiro de segurança nacional Henry Kissinger, enviou propostas sutis sugerindo relações mais calorosas com o governo da RPC. Após uma série dessas aberturas por ambos os países, Kissinger voou em missões diplomáticas secretas para Pequim em 1971, onde se encontrou com o primeiro- ministro chinês Zhou Enlai. Em 15 de julho de 1971, o presidente anunciou na televisão ao vivo que visitaria a RPC no ano seguinte.
A visita de uma semana, de 21 a 28 de fevereiro de 1972, permitiu que o público americano visse imagens da China pela primeira vez em mais de duas décadas. Ao longo da semana, o presidente e seus conselheiros seniores se envolveram em discussões substanciais com a liderança da RPC, incluindo uma reunião com o presidente do Partido Comunista Chinês, Mao Zedong, enquanto a primeira-dama Pat Nixon visitou escolas, fábricas e hospitais nas cidades de Pequim, Hangzhou e Xangai com o grande corpo de imprensa americano a reboque.
Nixon apelidou sua visita de "a semana que mudou o mundo", uma descrição que continua ecoando no léxico político. As repercussões da visita de Nixon continuam até hoje; enquanto os resultados quase imediatos incluíram uma mudança significativa no equilíbrio da Guerra Fria – criando uma cunha entre a União Soviética e a China, resultando em significativas concessões soviéticas aos EUA – a viagem gerou a abertura da China ao mundo e a paridade econômica com os países capitalistas.
A relação entre a China e os EUA é agora uma das relações bilaterais mais importantes do mundo, e todos os sucessivos presidentes dos EUA, exceto Jimmy Carter e Joe Biden, visitaram a China. A viagem é consistentemente classificada por historiadores, acadêmicos e jornalistas como uma das mais importantes - se não a mais importante - visitas de um presidente dos EUA em qualquer lugar. Além disso, um momento "Nixon para a China" desde então se tornou uma metáfora para se referir à capacidade de um político com uma reputação inatacável entre seus apoiadores de representar e defender seus valores de tomar ações que atrairiam suas críticas e até oposição se tomadas por alguém. sem essas credenciais.